# 李鴻鈞 (1959年)
李鴻鈞（1959年5月11日—），中華民國無黨籍政治人物，現任監察院副院長，曾任親民黨秘書長、長庚醫院董事並曾代表親民黨與國親聯盟連任五屆立法委員，因其曾於日本留學及任職，立委任內曾為立法院台日交流聯誼會副會長。祖籍福建省泉州府安溪縣，為前內政部部長李鴻源胞弟、前臺北縣泰山鄉鄉長李騰輝之子。
2001年，在親民黨主席宋楚瑜的拜訪勸進下參選立委而進入政壇，2008年因國親聯盟進入中國國民黨，但於2015年重回親民黨，2020年因親民黨政黨票未能突破5%而無緣六連霸，結束18年的立委生涯；2022年因獲時任總統蔡英文提名監察院副院長，並獲立法院絕對多數同意而出任，為維持中立角色而辭去黨職並暫時退出親民黨。

## 生平
李鴻鈞的父親李騰輝，為前臺北縣泰山鄉長。李鴻鈞的胞兄李鴻源曾任行政院公共工程委員會主任委員及內政部部長。
在宋楚瑜的拜訪下，李鴻鈞於2001年立委選舉中初試啼聲，便以選區第三高票當選，並於三年後連任成功；2007年，加入國民黨並在改制單一選區兩票制後，當選臺北縣第四選區（新莊市）國親聯盟立法委員，以不到6,857票險勝尋求連任的民主進步黨蘇系立委，前任法官吳秉叡。

### 立法委員
2010年台北縣改制升格，原本的鄉鎮市長轉任區長；2011年，李鴻鈞於初選遭遇時任新莊區長許炳崑挑戰，李鴻鈞為避免初選撕裂，含淚召開記者會宣布禮讓許炳崑，不過許炳崑最終退選，國民黨重新徵召李鴻鈞競選連任，並以9,000票之差擊敗曾連任多屆立委的林濁水。
2015年，國民黨徵召李鴻鈞於2016年立委選舉競選連任，再度遭遇轉戰區域立委的昔日對手吳秉叡，有說法指稱當時國民黨大環境差、選情不樂觀，遂決定於8月6日親民黨宋楚瑜宣佈參選2016年總統選舉時表態支持並退選區域立委選舉，但未被黨主席朱立倫開除，直至11月17日主動退出國民黨且加入立院新聯盟政團運作，同時轉戰親民黨不分區第一名，成為國親聯盟成員重返親民黨的第一人，也使得親民黨在立院回升至3席。
2015年11月2日，李鴻鈞質疑擔任國民黨黃復興黨部主任委員的前聯勤司令戴伯特上將為何可在國民黨中常會發言，也指出：「戴伯特用這種深藍的，來激化本土藍，就把國民黨撕裂了，為什麼每次到選舉，就要分化深藍和本土藍，這是非常不適當的作法。」「簡單想，黃復興黨部主委可以在中常會發言嗎？他不是中常委，他用什麼立場發言？」
2016年1月16日，親民黨不分區立委政黨票獲近80萬票、得票率超過6.5%，分配到3席，李鴻鈞也順利五連霸並擔任黨團總召。
2019年，在秘書長秦金生與副秘書長劉文雄於2017年相繼逝世後，接任親民黨秘書長。
2020年，續列親民黨不分區立委第二名，卻因政黨票僅得3.6%、未達5%，而未能分配到席次，六連霸止步，結束五屆18年的國會生涯。
值得一提的是，隨著李鴻鈞於新北市第四選舉區放棄連任，該選區幾無可與民主進步黨抗衡之中國國民黨候選人，民進黨立委吳秉叡自2016年起均以壓倒性的領先持續蟬聯該選區立委。

### 監察院副院長
2022年5月9日，獲時任總統蔡英文提名接任監察院副院長。當時他表示，將辭去黨職並暫時退出親民黨以維持監察院的中立角色。
2022年5月24日，立法院表決任命案獲99票同意出任監察院副院長，5月30日正式就任至今。

## 選舉紀錄
| 年度 | 選舉屆數           | 選舉區                                 | 所屬政黨                  | 得票數  | 得票率 | 當選標記                     | 備註 |
| ---- | ------------------ | -------------------------------------- | ------------------------- | ------- | ------ | ---------------------------- | ---- |
| 2001 | 第五屆立法委員選舉 | 臺北縣第二選舉區                       | 親民黨                    | 60,624  | 10.09% |                              |      |
| 2004 | 第六屆立法委員選舉 | 臺北縣第二選舉區                       | 親民黨                    | 39,441  | 7.18%  |                              |      |
| 2008 | 第七屆立法委員選舉 | 臺北縣第四選舉區                       | 中國國民黨 · （國親聯盟） | 77,122  | 51.74% | 本屆選制更改                 |      |
| 2012 | 第八屆立法委員選舉 | 新北市第四選舉區                       | 中國國民黨 · （國親聯盟） | 103,165 | 51.08% | 任內退出國民黨，重返親民黨。 |      |
| 2016 | 第九屆立法委員選舉 | 全國不分區及僑居國外國民立法委員選舉區 | 親民黨                    | 794,838 | 6.52%  |                              |      |
| 2020 | 第十屆立法委員選舉 | 全國不分區及僑居國外國民立法委員選舉區 | 親民黨                    | 518,921 | 3.66%  |                              |      |

## 政策
- 不支持馬英九於2008年競選總統時所提「繼續管制中國830項農產品」之政見，反對「要求馬政府應正式具體宣示不再開放現行禁止自中國進口之830項農產品」之提案[8][9][10][11]，也反對禁止中資直接或間接介入選舉及政治活動[12][13]。
- 中港大排整治計畫[14]

## 外部連結
- 立法院全球資訊網－立法委員－李鴻鈞委員簡介 （页面存档备份，存于）
- 李鴻鈞的Facebook專頁

| 中華民國政府職務 | 中華民國政府職務                                | 中華民國政府職務 |
| ---------------- | ----------------------------------------------- | ---------------- |
| 監察院           |                                                 |                  |
| 前任： 孫大川    | 監察院副院長 第十三任（第六屆） 2022年5月30日－ | 現任             |